# Seleção Armênia de Voleibol Feminino
A seleção armênia de voleibol feminino é uma equipe europeia composta pelas melhores jogadoras de voleibol da Armênia. A equipe é mantida pela Federação de Voleibol da República da Armênia (Federação de Voleibol da Armênia). A Armênia não consta no ranking mundial da FIVB segundo dados de 6 de outubro de 2015, pois nunca disputou quaisquer competições.